# 78 Девы
o Девы (лат. o Virginis), 78 Девы (лат. 78 Virginis), CW Девы (лат. CW Virginis), HD 118022 — одиночная переменная звезда в созвездии Девы на расстоянии приблизительно 273 световых лет (около 83,6 парсек) от Солнца. Визуальная звёздная величина звезды — от +4,99m до +4,91m. Возраст звезды определён как около 361,2 млн лет.

## Характеристики
78 Девы — белая вращающаяся переменная звезда типа Альфы² Гончих Псов (ACV) спектрального класса A1pSrCrEu, или A2pSrCrEu, или A2p, или A2CrEuSr, или A2, или ApEuCrSr. Масса — около 2,33 солнечной, радиус — около 2,17 солнечного, светимость — около 28,9 солнечной. Эффективная температура — около 9200 K.

## Планетная система
В 2019 году учёными, анализирующими данные проектов Hipparcos и Gaia, у звезды обнаружена планета HIP 66200 b.